# Красненское сельское поселение (Ростовская область)
Красненское сельское поселение — муниципальное образование в Багаевском районе Ростовской области.
Административный центр поселения — хутор Красный.

## Административное устройство
В состав Красненского сельского поселения входят:
- хутор Красный
- хутор Тузлуков
- хутор Усьман
- посёлок Отрадный
- посёлок Первомайский
- посёлок Садовый

## Население
| 2010  | 2012  | 2013  | 2014  | 2015  | 2016  | 2017  |
| ----- | ----- | ----- | ----- | ----- | ----- | ----- |
| 5695  | ↘5689 | →5689 | ↘5683 | ↗5724 | ↗5816 | ↗5897 |
| 2018  | 2019  | 2020  | 2021  |       |       |       |
| ↘5841 | ↘5801 | ↘5778 | ↘5703 |       |       |       |